# Anomiopus validus
Anomiopus validus là một loài bọ cánh cứng trong họ Bọ hung (Scarabaeidae).